# Black-ish
Black-ish is een Amerikaanse komedieserie bedacht door Kenya Barris. De serie werd voor het eerst uitgezonden op 24 september 2014 op ABC.

## Verhaal
De serie volgt een Afrikaans-Amerikaans gezin uit de hogere middenklasse. De ouders in het gezin zijn Andre Johnson en Rainbow Johnson. De show draait om het leven van het gezin; ze jongleren met verschillende persoonlijke en sociaal-politieke kwesties.

## Rolverdeling

### Hoofdrollen
- Anthony Anderson - Andre "Dre" Johnson
- Tracee Ellis Ross - Dr. Rainbow "Bow" Johnson
- Yara Shahidi - Zoey Johnson (belangrijkste seizoenen 1-3; terugkerende seizoenen 4-heden)
- Marcus Scribner - Andre "Junior" Johnson Jr.
- Miles Brown - Jack Johnson
- Marsai Martin - Diane Johnson
- Deon Cole - Charlie Telphy (terugkerende seizoenen 1-3; belangrijkste seizoenen 4-heden)
- Jenifer Lewis - Ruby Johnson
- Jeff Meacham - Josh Oppenhol
- Peter Mackenzie - Leslie Stevens

### Terugkerende rollen
- Laurence Fishburne - Earl "Pops" Johnson
- Nelson Franklin - Connor Stevens
- Anna Deavere Smith - Alicia
- Nicole Sullivan - Janine
- Wanda Sykes - Daphne Lido
- Allen Maldonado - Curtis
- Catherine Reitman - Lucy
- Daveed Diggs - Johan
- Isaac Ryan Brown - jonge Dre
- August and Berlin Gross - Baby Devante
- Jennie Pierson - Ms. Davis
- Emerson Min - Mason